# Sabina Waszut
Sabina Waszut (ur. 27 października 1979 w Chorzowie) – polska pisarka, poetka, felietonistka.
Ukończyła Liceum Ogólnokształcące im. Mikołaja Reja w Świętochłowicach. Studiowała w Górnośląskiej Wyższej Szkole Handlowej w Katowicach na kierunku Turystyka i Rekreacja. Zawodowo związana z Muzeum „Górnośląski Park Etnograficzny w Chorzowie”
Debiutancka powieść „Rozdroża” wydana przez warszawskie wydawnictwo Muza, została nominowana do Nagrody Literackiej Europy Środkowej „Angelus” za rok 2014. Na Festiwalu Literatury Kobiet w Siedlcach książka zdobyła nagrodę główną kategorii Pióro, dla najbardziej poruszającej polskiej powieści roku 2014. Na podstawie powieści w 2022 roku został zrealizowany spektakl o tym samym tytule przez Teatr Nieoetykietkowani w reżyserii Małgorzaty Baryły. Spektakl zajął pierwsze miejsce w pierwszej edycji Festiwalu Teatralnego Wolność.
Współpracuje z miesięcznikiem kulturalnym Chorzów Miasto Kultury, gdzie pisze opowiadania w odcinkach i felietony związane ze Śląskiem.
Współorganizatorka Portu Poetyckiego.

## Twórczość
- Isabelle (2013)[5]
- Rozdroża (2014)[6]
- W obcym domu (2015)[7]
- Bar na starym osiedlu (2016)[8]
- Zielony byfyj (2017)[9]
- Dobra-noc (2018)[10]
- Narzeczona z getta (2019)[11]
- Taniec pszczół (opowiadanie „Porajmos”)[12]
- Teraz Cię rozumiem, mamo (opowiadanie „Kocyk w misie”)
- Emigranci. Podróż za horyzont (tom I)[13]
- Emigranci. Listy z czarnych miast (tom II)[14]